# Nowo
NOWO (anciennement Cabovisão) est un câblo-opérateur portugais de télécommunication, qui a commencé son activité en 1993 et est actuellement le quatrième plus grand opérateur de télécommunications au Portugal.
Il dispose l'un des plus grands réseaux de fibre optique avec plus de 14 000 km, devenant ainsi le deuxième opérateur de réseau câblé.
Le réseau couvre plus de 200 communes avec une licence pour fournir des services à 4,5 millions de foyers - 90 % du territoire.

## Histoire
Cabovisâo a commencé ses activités le 27 septembre 1993.
En 2006, Cabovisão était entièrement contrôlée par la société néerlandaise Telemax BV, une division de l'opérateur canadien Cable Satisfaction International, elle-même contrôlée par la société Catalyst Capital. Cette année-là, elle était déjà considérée comme le deuxième opérateur de réseau câblé en importance au pays, ayant atteint un chiffre d'affaires d'environ 129 millions d'euros en 2005. Bien qu'elle ne couvre pas encore entièrement le territoire national, se limitant principalement aux régions de l'Alentejo, de Beiras et du corridor entre Lisbonne et Palmela, l'entreprise est considérée comme ayant un grand potentiel économique, en raison de la forte croissance du marché des services triples de téléphonie, d'internet et de télévision, ce qui explique pourquoi de grandes organisations nationales, telles que Sonae, ont été intéressées par l'acquisition de l'entreprise. Cependant, en 2006, elle a fini par être achetée par la société canadienne Cogeco, pour 465 millions d'euros.
En novembre 2011, le journal Público a rapporté que depuis le milieu de l'année, des messages ont commencé à être envoyés à diverses entités qui pourraient être intéressées à acquérir Cabovisão, ce qui a été nié par l'opérateur lui-même et par Cogeco. Selon le journal, la situation financière de l'opérateur portugais a été affaiblie par l'arrivée d'un nouveau concurrent, ZON, formé en 2007 à partir d'une division de Portugal Telecom Une partie considérable des clients de Cabovisão ont migré vers ZON, ce qui a fait craindre que l'opérateur devienne une victime de la forte concurrence sur le marché national des télécommunications, comme cela s'est produit récemment avec AR Telecom.
En 2011, Altice a racheté Cabovisão à Cogeco pour 45 millions d'euros. L'entreprise luxembourgeoise possède, entre autres, le plus grand câblo-opérateur français, Numericable, dont Cabovisão va alors reprendre l’identité (logo, mascottes, musique promotionnelle).
La sortie de la première offre Triple Play dans le marché portugais en mars 2014, incarne le nouveau positionnement de la société et vient donner une continuité à une stratégie d'innovation qui, depuis longtemps, a caractériser l'activité de Cabovisão. La société a été le premier câblo-opérateur au Portugal avec des offres Triple Play ; ainsi que pour rendre disponible les débits de 2 Mb/s, 4 Mb/s, 16 Mb/s et 30 Mégas. Elle a également été responsable du lancement au Portugal, de différentes chaînes de télévision comme MGM, AXN, Record et Fox. Cabovisão a investi près de 170 millions d'euros dans la technologie et connecte 905 milliers de foyers câblés dans plus de 60 communes.
En 2015, la vente de Cabovisão et de l'Oni ont été imposées à Altice par la Commission Européenne comme une compensation à l'achat de Portugal Telecom, dans une vente qui a été réalisée en septembre 2015.
Cabovisão a été achetée par le gestionnaire de fonds à haut risque Apax Partners France, possédant Oni Telecom servant le marché professionnel.
Le 13 septembre 2016, la nouvelle identité et la nouvelle stratégie de l'entreprise ont été présentées, qui a été rebaptisée NOWO,  remplaçant la marque Cabovisão.
NOWO dispose d'un service mobile à l'échelle nationale grâce à un accord d'opérateur de réseau mobile virtuel (MVNO) signé avec MEO en janvier 2016.
En août 2019, la société espagnole MásMóvil a acheté Cabonitel, qui possède NOWO et Oni. En octobre de la même année, l'Autorité de la concurrence a autorisé les Espagnols de MásMovil et le fonds GAEA Inversión à procéder à l'achat de Cabonitel, qui possède la société NOWO et Oni.
Le 3 décembre 2020, MEO a été sanctionné par l’Autorité de la Concurrence (ANACOM) à 84 millions d’euros d’amende pour avoir organisé une entente sur les prix et de non-concurrence géographique avec NOWO en 2016, que MEO déclare infondé,.
En septembre 2022, Vodafone Portugal a annoncé l'acquisition de NOWO par le biais d'un accord avec Lorca JVCO Ltd mais l'ANACOM n'a pas approuvé l'achat de NOWO par Vodafone Portugal,.
En août 2024, MásMóvil a vendu NOWO à Digi pour 150 millions d'euros, qui préparait déjà son entrée sur le marché portugais depuis deux ans,. Digi a lancé ses offres sur le marché portugais le 4 novembre 2024 en y cassant les prix,.

### Identité visuelle (logotype)

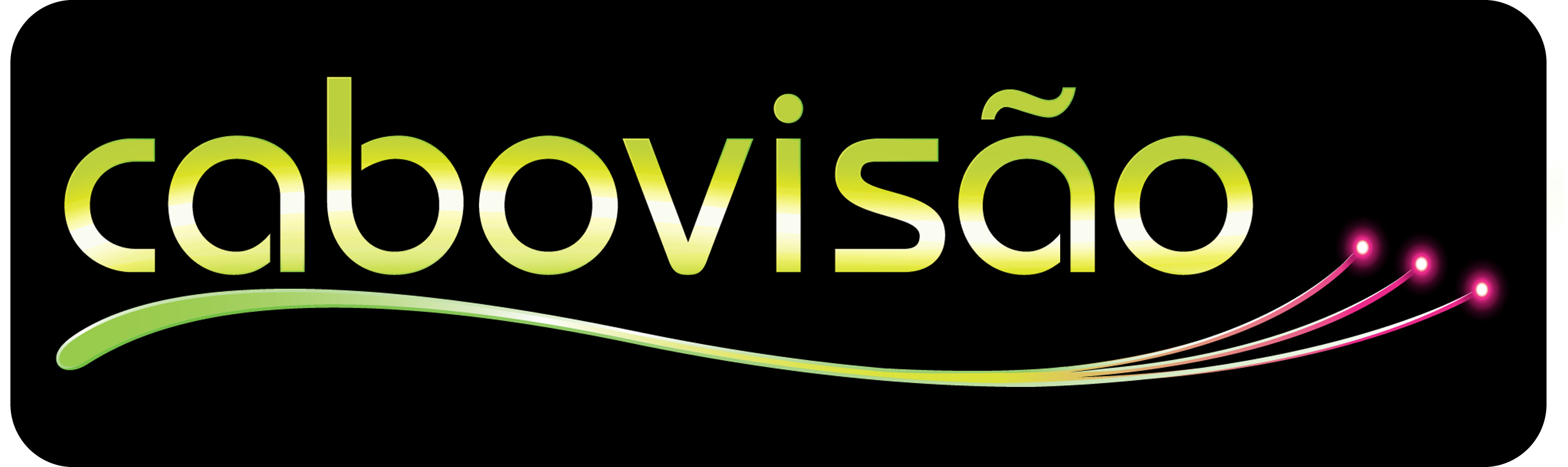
Logo de Cabovisão de 2012 au 12 septembre 2016.
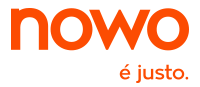
Logo de Nowo depuis le 13 septembre 2016.

## Télévision
Le groupe offre des services de télévision double play et triple play.
Il a été le premier opérateur à lancer d'importantes chaînes internationales au Portugal, telles que MGM, AXN, Record et Fox.

### Chaînes de télévision
- AXN
- BBC Entertainment
- BBC World News
- Bloomberg TV Europe
- Boomerang
- Canal de História
- Canal Panda
- Canal V! (exclusif)
- Cartoon Network
- CNN International
- Discovery Channel
- Disney Channel
- E!
- Euronews
- Eurosport 1
- Eurosport 2
- Fashion TV
- FOX
- Canal Hollywood
- M6 (version suisse, M6 Suisse)
- MCM Top
- MGM Television
- Motors TV
- MTV
- National Geographic Channel
- Nickelodeon Portugal
- Odisseia
- People+Arts
- Rai 1
- Rede Record
- RTP1
- RTP2
- RTP3
- RTP África
- RTP Memória
- Sat.1
- SIC
- SIC Notícias
- SIC Mulher
- SIC Radical
- Sky News
- The Biography Channel
- Travel Channel
- Television de Galicia
- TV5 Monde
- TVE Internacional
- TVI
- VH1
- CBS Reality

### Chaînes premium
- Disney Cinemagic
- Disney Cinemagic HD
- Hustler TV
- TVCine 1
- TVCine 1 HD
- TVCine 2
- TVCine 2 HD
- TVCine 3
- TVCine 3 HD
- TVCine 4
- TVCine 4 HD
- TVSéries
- TVSéries HD
- Playboy TV
- Sport TV 1
- Sport TV 1 HD
- Sport TV 2
- Sport TV 2 HD
- Sport TV 3
- Sport TV 3 HD
- Sport TV 4
- Sport TV 4 HD
- Sport TV 5
- Sport TV 5 HD
- Sport TV+
- Sport TV+ HD
- Benfica TV

### Chaînes numériques exclusives
- Nat Geo Wild
- Fox Crime
- Baby TV
- Animax
- i24news
- Caça e Pesca
- MCM Pop
- Trace TV
- Afro Music Channel
- Mezzo TV
- Classic FM TV
- Nat Geo Music
- Sony Entertainment Television
- Arte
- Casa Club
- Luxe.tv
- France 24
- Al Jazeera
- Channel NewsAsia
- Record News
- Andalucia TV
- Deutsche Welle
- Inter+
- RITV
- Porto Canal
- Telesur